# Куст (озеро)
Куст — озеро в России, располагается между деревней Травкино и селом Кирби на территории Лаишевского района Республики Татарстан.
Представляет собой водоём карстово-суффозионного происхождения, находящийся на водоразделе рек Мёша и Волга. Озеро имеет продолговатую форму, длиной 230 м и максимальной шириной в 85 м. Площадь водной поверхности озера составляет 1,2 га. Наибольшая глубина достигает 1,2 м, средняя глубина равняется 0,5 м. Вода с низкой минерализацией, мягкая.